# Biografie: Ein Spiel
Biografie: Ein Spiel ist ein Theaterstück des Schweizer Schriftstellers Max Frisch, das 1967 entstand und am 1. Februar 1968 im Schauspielhaus Zürich unter der Regie von Leopold Lindtberg uraufgeführt wurde. 1984 legte Frisch eine überarbeitete Neufassung vor. Das von Frisch als Komödie bezeichnete Stück greift eines seiner zentralen Themen auf: die Möglichkeit oder Unmöglichkeit des Menschen, seine Identität zu verändern.
Mit Biografie: Ein Spiel wandte sich Frisch von der Parabelform seiner Erfolgsstücke Biedermann und die Brandstifter und Andorra ab und postulierte eine „Dramaturgie der Permutation“. Darin sollte nicht, wie im klassischen Theater, Sinn und Schicksal im Mittelpunkt stehen, sondern die Zufälligkeit von Ereignissen und die Möglichkeit ihrer Variation. Dennoch handelt Biografie: Ein Spiel gerade von der Unmöglichkeit seines Protagonisten, seinen Lebenslauf grundlegend zu verändern. Frisch empfand die Wirkung des Stücks im Nachhinein als zu fatalistisch und die Umsetzung seiner theoretischen Absichten als nicht geglückt. Obwohl das Stück 1968 als unpolitisch und nicht zeitgemäß kritisiert wurde und auch später eine geteilte Rezeption erfuhr, gehört es an deutschsprachigen Bühnen zu den häufiger aufgeführten Stücken Frischs.

Cover der Buchausgabe von Biografie: Ein Spiel des Suhrkamp Verlages

## Inhalt

### Motto
Frisch stellte dem Stück ein Motto voran, ein Zitat des Werschinin aus Anton Tschechows Drei Schwestern: „Ich denke häufig; wie, wenn man das Leben noch einmal beginnen könnte, und zwar bei voller Erkenntnis? Wie, wenn das eine Leben, das man schon durchlebt hat, sozusagen ein erster Entwurf war, zu dem das zweite die Reinschrift bilden wird! Ein jeder von uns würde dann, so meine ich, bemüht sein, vor allem sich nicht selber zu wiederholen […].“

### Handlung
Der todkranke Verhaltensforscher Hannes Kürmann erhält die Möglichkeit, sein Leben noch einmal neu zu beginnen. Ein Registrator führt ihn durch vergangene Schlüsselerlebnisse und lässt ihm die Wahl, sich mit dem Wissen um die Zukunft zu den Ereignissen und Menschen anders zu verhalten und dadurch seine Biografie zu verändern. Im Vordergrund steht Kürmanns Wunsch nach einer „Biografie ohne Antoinette“, seine Frau, deren Ehe mit ihm nach sieben Jahren zerrüttet ist. So wiederholt Kürmann als erstes jenen Abend, an dem er zum Professor ernannt wurde und bei einer Feier Antoinette Stein kennenlernte. Doch wie er die Begegnung auch zu gestalten versucht, stets mündet sie in einer gemeinsamen Nacht des künftigen Paares. Der Registrator wirft Kürmann vor, er verhalte sich nicht zur Gegenwart, sondern zu einer Erinnerung und gerate deswegen jedes Mal in die gleiche Geschichte.
Kürmann weigert sich zu glauben, dass sein Leben nicht auch ganz anders hätte verlaufen können. Der Registrator führt ihn weiter zurück in seine Jugend. Auch dort gelingt Kürmann keine nachträgliche Korrektur seiner Biografie: ein Schulkamerad verliert durch seinen Schneeball ein Auge, während eines Auslandssemesters in den Vereinigten Staaten stirbt seine Mutter, mit seiner Abreise lässt er die geliebte Mulattin Helen im Stich, um sie zu vergessen heiratet er seine erste Frau, die nach einem Streit Suizid begeht. Kürmann behauptet, er habe sich an seine Schuld gewöhnt. Nur in einem Punkt ist er zu einer geänderten Haltung fähig. Als ein Kollege an der Universität wegen seiner Mitgliedschaft in der Kommunistischen Partei entlassen wird, begnügt sich Kürmann nicht ein zweites Mal mit einer unverfänglichen Protestnote, sondern tritt selbst in die KP ein. Daraufhin verliert auch Kürmann seine Professur.
Kürmanns Leben erreicht wieder den Abend seiner Begegnung mit Antoinette. Dieses Mal verlässt ihn Antoinette und scheint in der Lage, ein Leben ohne ihn zu führen. Erst dadurch begreift Kürmann, dass er seine Frau über all die Jahre unterschätzt hat. Nun will er sie nicht mehr gehen lassen. Der Registrator wiederholt die Begegnung, bis Antoinette an Kürmanns Seite bleibt. Sie heiraten erneut, und erneut gerät ihre Ehe in die Krise. Kürmann bemüht sich, seine Eifersucht zu zügeln, als Antoinette eine Affäre mit dem Architekten Egon Stahel beginnt. Der Registrator lobt sein tadelloses Verhalten, da er sich keine Wutanfälle oder Ohrfeigen zuschulden kommen lässt. Dennoch kann Kürmann Antoinette nicht zurückgewinnen. Als der Registrator ihm vorwirft, dass er nichts in seinem Leben verändert habe, außer in die KP einzutreten und Antoinette nicht zu ohrfeigen, greift Kürmann nach dem Revolver, mit dem er sich selbst umbringen wollte, und erschießt Antoinette.
Der Registrator macht die Tat rückgängig. Ein Jahr lang lebt Kürmann im Schatten seiner unabhängig gewordenen Frau. Dann wird er ins Krankenhaus eingeliefert und erfährt von seiner Krebserkrankung. Sein Zustand lässt Kürmann nur mehr die Wahl, wie er sich dazu verhält, dass er verloren ist. Der Registrator wendet sich statt seiner Antoinette zu und macht nun ihr das Angebot, ihre Biografie zu verändern. Noch einmal kehren beide zurück zum Abend ihrer ersten Begegnung. Im Gegensatz zu den vergeblichen Versuchen ihres Mannes verlässt Antoinette Kürmann, ohne zu zögern. Daraufhin verkündet ihm der Registrator, er sei nun frei und habe noch sieben Jahre zu leben.

Buchcover der Neufassung von 1984

## Interpretation

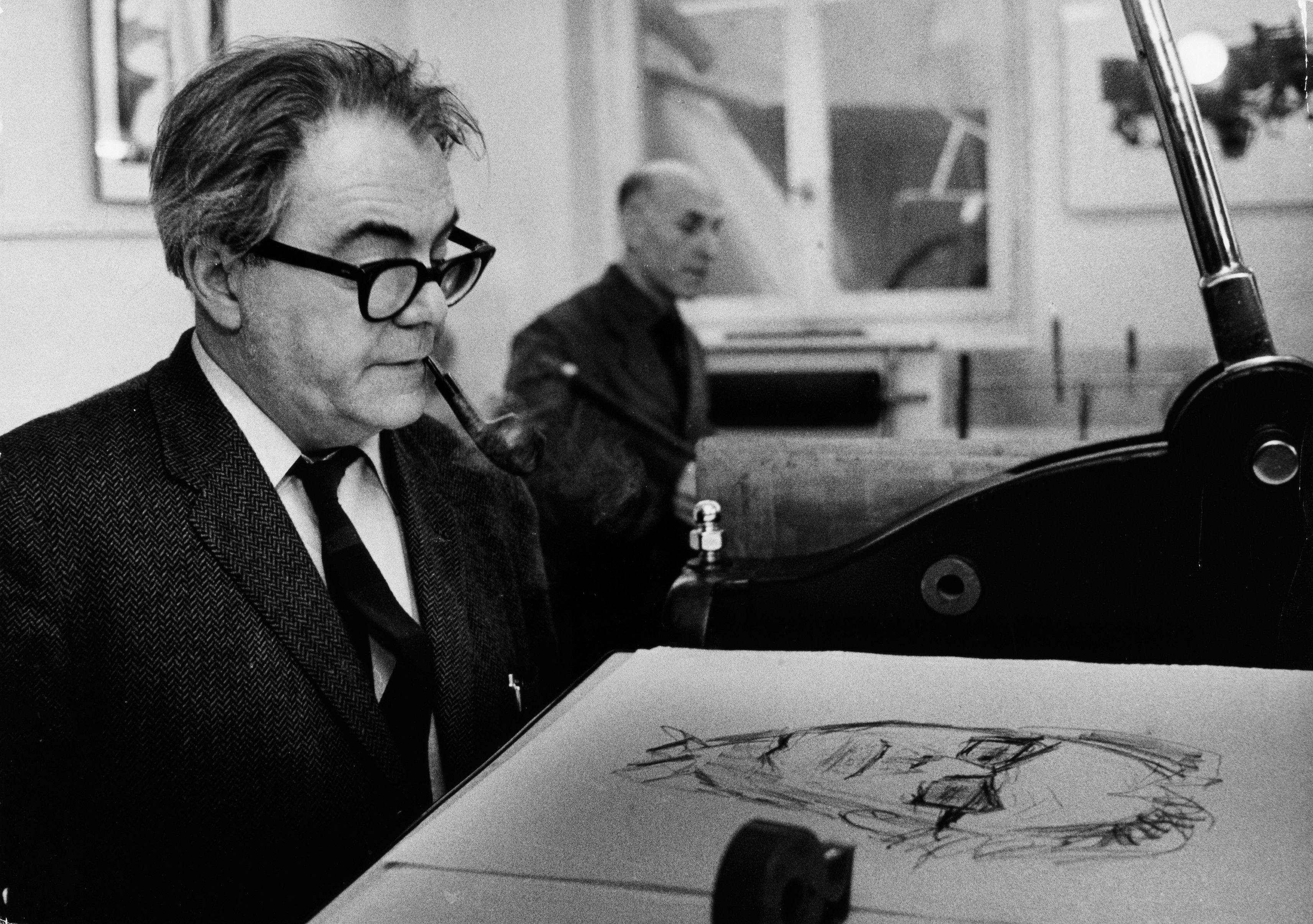
Max Frisch (1967)

## Intention und Umsetzung

Max Frisch bei Proben zu Andorra 1961

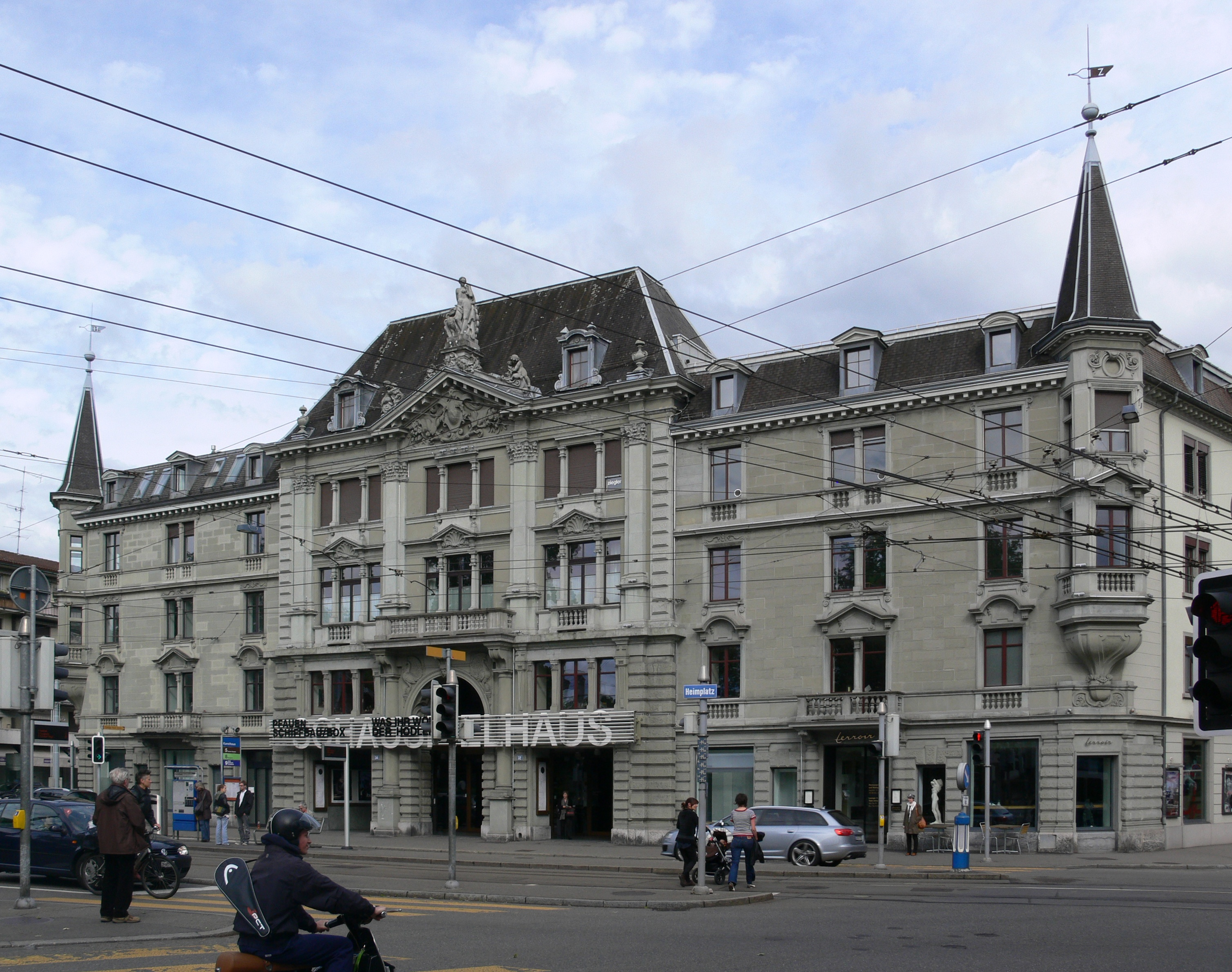
Im Schauspielhaus Zürich wurde Biografie: Ein Spiel am 1. Februar 1968 uraufgeführt